# Cornel Bodea
Cornel Bodea (* 29. August 1903 in Wien; † 8. Dezember 1985 in Cluj-Napoca) war ein rumänischer Chemiker (Organische Chemie, Biochemie).

## Leben
Bodea studierte Chemie an der TH Berlin-Charlottenburg und wurde dort 1928 zum Dr. Ing. promoviert. Ab 1928 war er Assistent und später Professor für Organische Chemie und Biochemie an der Landwirtschaftlichen Hochschule in Klausenburg (Cluj). 
Er befasste sich mit Phenothiazinen und Phenothiazonen und deren Derivaten und mit Naturstoffen wie Carotinoiden, bei denen er eine neue Klasse entdeckte (Epoxy-Carotinoide).
Er war korrespondierendes Mitglied der Rumänischen Akademie der Wissenschaften (1963). 1972 wurde er Mitglied der Leopoldina.

## Schriften
- mit anderen: Pflanzenbiochemie (Rumänisch), 4 Bände, 1964 bis 1981